# Lucien Koch
Lucien Koch (ur. 2 stycznia 1996) – szwajcarski snowboardzista specjalizujący się w konkurencjach Halfpipe, Slopestyle i Big Air. Jak do tej pory  na igrzyskach olimpijskich startował raz – w Soczi (2014) zajął 28. miejsce w slopestyle'u. Na mistrzostwach świata brał udział dwukrotnie, najlepszy wynik zanotował w 2015 roku, gdzie zajął 4. lokatę w konkurencji Big Air. Najlepsze wyniki w Pucharze Świata osiągnął w sezonie 2014/2015, kiedy to zajął 11. miejsce w klasyfikacji generalnej (AFU), a w klasyfikacji slopestyle'u zajął ex aequo z Erikiem Willettem i Michaelem Ciccarellim 3. miejsce.
Poza trofeami w PŚ w swej kolekcji medalowej posiada dwa krążki MŚJ z 2013 roku. Srebrny w Slopestyle'u i brązowy w halfpipe’ie.

## Sukcesy

### Igrzyska olimpijskie
| Miejsce | Dzień    | Rok  | Miejscowość | Konkurencja | Zwycięzca       |
| ------- | -------- | ---- | ----------- | ----------- | --------------- |
| 28.     | 8 lutego | 2014 | Soczi       | Slopestyle  | Sage Kotsenburg |

### Mistrzostwa świata
| Miejsce | Dzień       | Rok  | Miejscowość | Konkurencja | Zwycięzca     |
| ------- | ----------- | ---- | ----------- | ----------- | ------------- |
| 28.     | 18 stycznia | 2013 | Stoneham    | Slopestyle  | Roope Tonteri |
| 27.     | 21 stycznia | 2015 | Kreischberg | Slopestyle  | Ryan Stassel  |
| 4.      | 24 stycznia | 2015 | Kreischberg | Big Air     | Roope Tonteri |

### Puchar Świata

#### Miejsca w klasyfikacji generalnej
- - AFU[3]
- 2010/2011 – 47.
- 2011/2012 – 120.
- 2012/2013 – 44.
- 2013/2014 – 38.
- 2014/2015 – 11.

#### Zwycięstwa w zawodach
1. Szpindlerowy Młyn – 14 marca 2015 (Slopestyle)